# L'ultimo giorno di Pompei
L'ultimo giorno di Pompei è un melodramma in due atti di Giovanni Pacini, su libretto di Andrea Leone Tottola. L'opera debuttò con grande successo al teatro San Carlo di Napoli, il 17 novembre 1825 con Adelaide Tosi, Giovanni David, Luigi Lablache e Michele Benedetti (basso).

## Cast della prima assoluta
| Ruolo             | Registro vocale | Interprete          |
| ----------------- | --------------- | ------------------- |
| Sallustio         | basso           | Luigi Lablache      |
| Ottavia           | soprano         | Adelaide Tosi       |
| Menenio           | soprano         | Eloisa Manzocchi    |
| Appio Diomede     | tenore          | Giovanni David      |
| Pubblio           | tenore          | Giuseppe Ciccimarra |
| Il Gran Sacerdote | basso           | Michele Benedetti   |
| Clodio            | soprano         | Almerinda Manzocchi |
| Fausto            | tenore          | Gaetano Chizzola    |

## Trama
La vicenda si svolge a Pompei, nel 79 d.C. poche ore prima dell'eruzione del Vesuvio.

### Atto I
Sallustio è stato eletto primo magistrato di Pompei. Nell'atrio di casa sua riceve le congratulazioni di tutti, compreso Appio Diomede, tribuno, che però è innamorato di Ottavia, moglie di Sallustio, ed è geloso della loro felicità. Appio più tardi si avvicina ad Ottavia e le dichiara il suo amore, ma Ottavia lo respinge brutalmente. Allora il tribuno medita vendetta, con la complicità del guardiano delle terme Pubblio. Decidono di travestire il giovane figlio di Pubblio, Clodio, in vesti muliebri e di infiltrarlo, con l'aiuto di Fausto, liberto di Sallustio, fra le ancelle di Ottavia. Intanto, è in corso la celebrazione dell'elevazione alla magistratura di Sallustio, che inizia al tempio di Giove. Il neomagistrato giura di sostenere sempre la legge di Roma. Mentre il corteo si dirige all'anfiteatro, Pubblio finge di scoprire Clodio fra le ancelle. Il giovane afferma che è stato sedotto da Ottavia. Sallustio è incredulo, ma, in base a quanto ha appena giurato, è costretto a processare la moglie per adulterio.

### Atto II
Durante il processo, nella basilica di Pompei, Ottavia dichiara la propria innocenza. Sallustio è ancora sconcertato ed è riluttante a condannare la moglie. Tuttavia, proprio in quel momento, si odono dei rombi provenire dal Vesuvio. Gli auguri interpretano questo segno come la disapprovazione degli dei all'esitazione di Sallustio nel condannare un'adultera. Allora Ottavia è condannata ad essere murata viva. Mentre la condanna sta per avvenire, il vulcano esplode in una tremenda esplosione, e Sallustio interpreta l'evento come un segno che si sta per compiere un'orribile ingiustizia. Pubblio, impaurito, pensando che la sua malvagità è la causa delle esplosioni, espone le sue trame e quelle di Appio. I due uomini vengono murati vivi invece di Ottavia, mentre dal cielo piombano lapilli infuocati e detriti. Menenio, figlio di Sallustio e Ottavia, riesce però a salvare i suoi genitori con una biga.

## Struttura musicale
- Sinfonia

### Atto I
- N. 1 - Introduzione, Coro e Cavatina di Ottavia Viva Sallustio! - Del nobile serto - Di porporine rose - Alfin goder m'è dato (Coro, Menenio, Sallustio, Pubblio, Appio, Ottavia)
- N. 2 - Duetto fra Appio e Ottavia Da te, l'estrema volta
- N. 3 - Coro Plauso...Onor... - Festeggiamo l'istante augurato (Coro, Sallustio, Ottavia, Appio, Pubblio)
- N. 4 - Quartetto Ecco la man di Astrea (Appio, Sallustio, Pubblio, Ottavia, Coro)
- N. 5 - Aria di Sallustio Se i numi fausti (Sallustio, Ottavia, Gran Sacerdote, Coro)
- N. 6 - Duettino fra Appio e Pubblio Io la vedrò fra i palpiti
- N. 7 - Finale I Più brillante di questo che cade - Qual denso velo (Coro, Ottavia, Sallustio, Appio, Pubblio, Clodio)

### Atto II
- N. 8 - Coro e Duetto fra Ottavia e Sallustio Sei nell'augusto tempio - Squarciami il core, o barbaro!
- N. 9 - Concertato Dei! qual fragore insolito! (Coro, Ottavia, Appio, Sallustio, Pubblio, Clodio)
- N. 10 - Aria di Appio Oh mio crudele affetto! - Cela le acerbe smanie (Coro, Appio)
- N. 11 - Coro e Aria di Ottavia Oh sventurata Ottavia! - Su questa man concedi (Ottavia, Sallustio, Appio, Pubblio, Coro)
- N. 12 - Finaletto Oh terror!...si fugga...e dove? (Coro)

## Scene

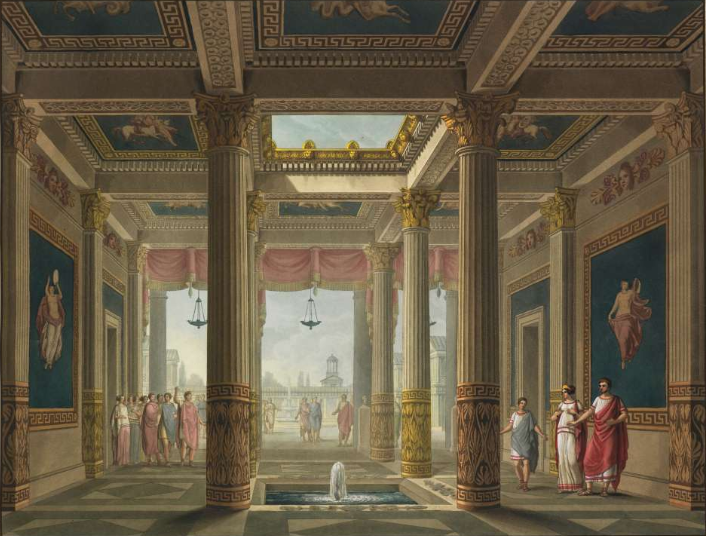
Alessandro Sanquirico, fondale per il primo atto, quadro primo: atrio della casa di Sallustio (Teatro alla Scala, stagione 1827).
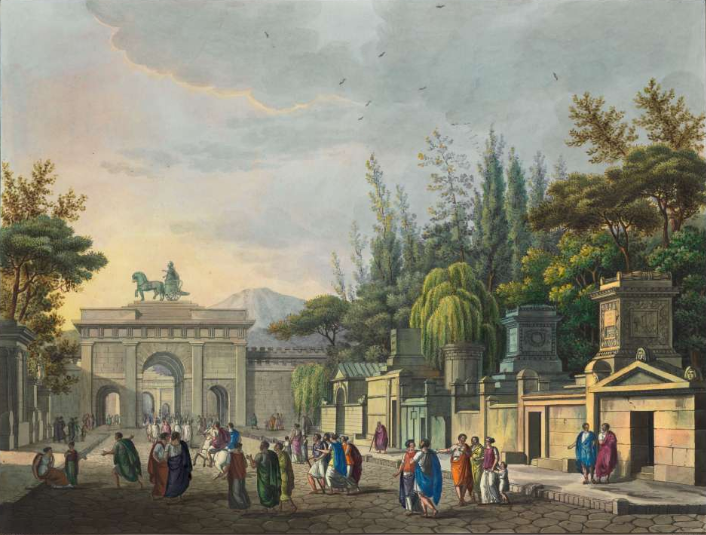
Fondale per il primo atto, quadro secondo: presso la porta Nolana
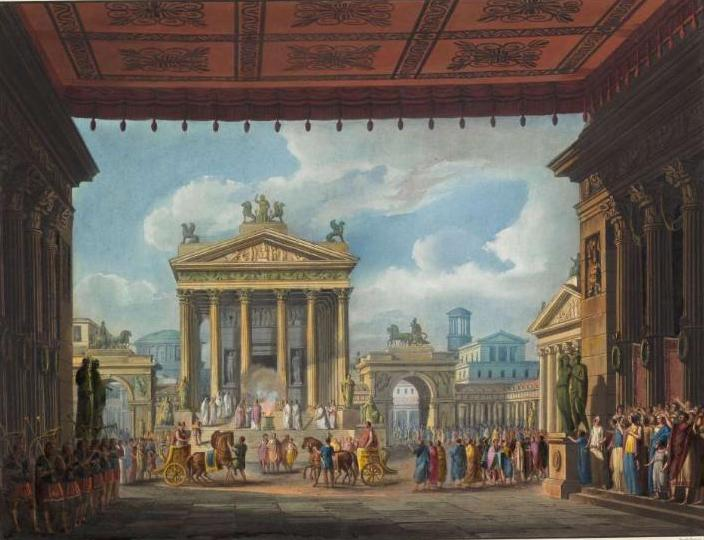
Fondale per il primo atto, quadro terzo: foro di Pompei, presso il tempio di Giove.
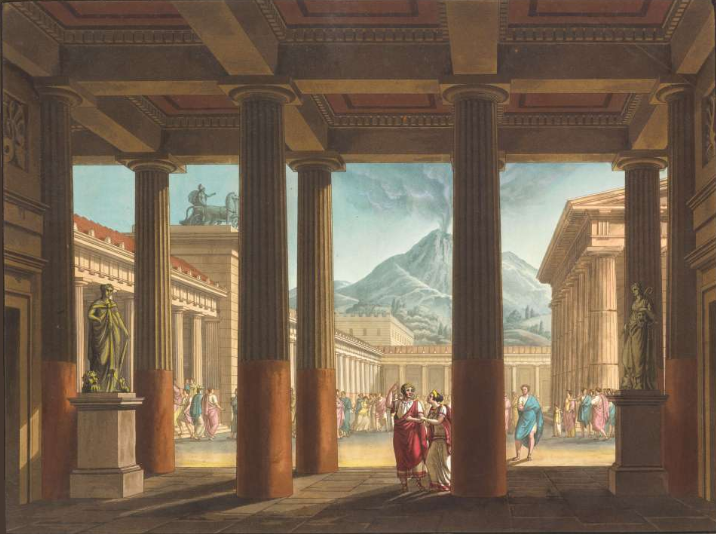
Fondale per il primo atto, quadro quarto: ingresso dell'Anfiteatro.
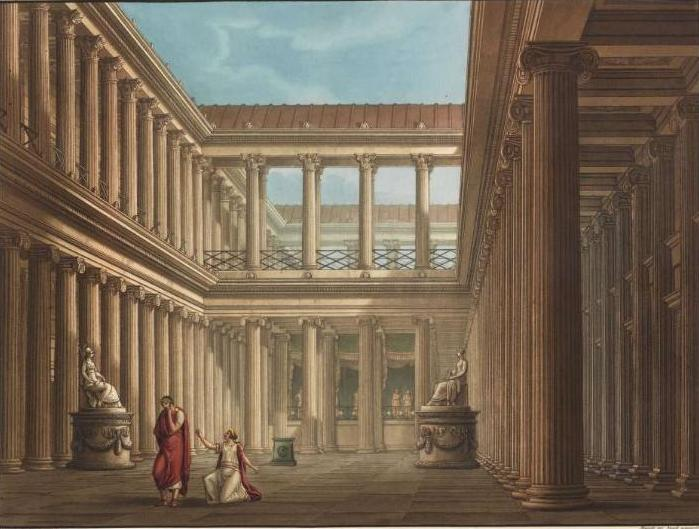
Fondale per il secondo atto, quadro primo: interno della Basilica di Pompei.
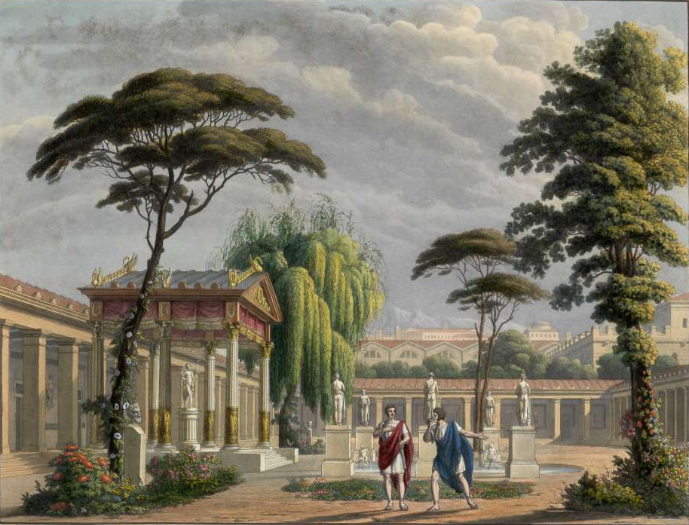
Fondale per il secondo atto, quadro secondo: orto della villa di Appio Diomede.
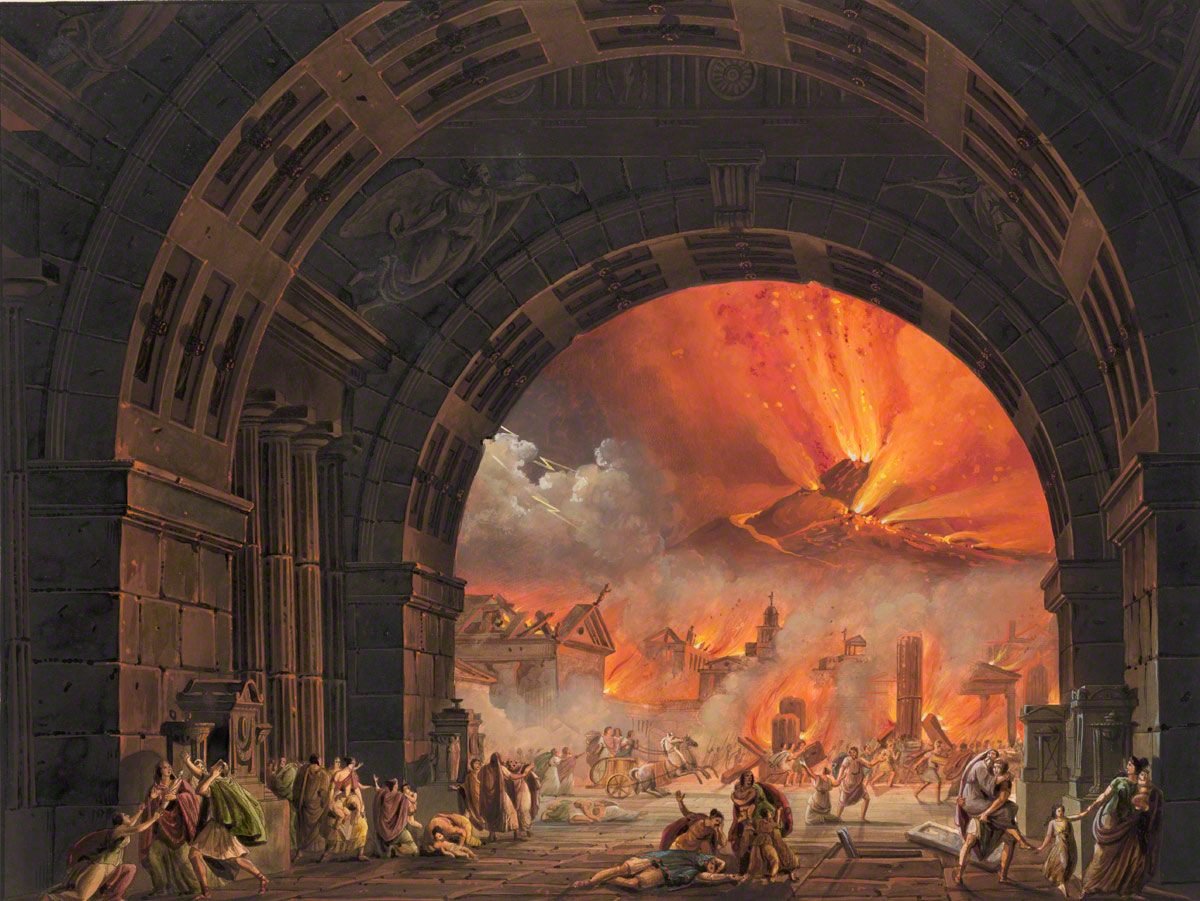
Fondale per il secondo atto, quadro ultimo: sotterraneo.